# صعوه سینه‌سرخ
صعوه سینه‌سرخ (نام علمی: Prunella rubeculoides) نام یک گونه از راسته گنجشک‌سانان است.